# Аксайский ярус
| Кембрийский период в ОСШ (Россия) Деление по состоянию на март 2024 года |         |              |                       |
| система                                                                  | отдел   | ярус / век   | Ниж. граница, млн лет |
| Ордовик                                                                  | Нижний  | Тремадокский | 485,4±1,9             |
| Кембрий                                                                  | Верхний | Батырбайский | ?                     |
| Кембрий                                                                  | Верхний | Аксайский    | ?                     |
| Кембрий                                                                  | Верхний | Сакский      | ~497                  |
| Кембрий                                                                  | Средний | Аюсокканский | 500                   |
| Кембрий                                                                  | Средний | Майский      | ~504,5                |
| Кембрий                                                                  | Средний | Амгинский    | 509                   |
| Кембрий                                                                  | Нижний  | Тойонский    | ?                     |
| Кембрий                                                                  | Нижний  | Ботомский    | ?                     |
| Кембрий                                                                  | Нижний  | Атдабанский  | ?                     |
| Кембрий                                                                  | Нижний  | Томмотский   | 535±1                 |
| Венд                                                                     | Верхний | Верхний      | больше                |

Аксайский ярус, аксай (англ. Aksayan Stage, Є3ak) — ярус верхнего отдела кембрийской системы в Общей стратиграфической шкале России, третий снизу. В Международной стратиграфической шкале соответствует большей части цзяншаньского яруса (яруса 9) и нижней части яруса 10 (возраст около 490 млн лет).
Назван по имени реки Аксай в горах Малого Каратау (Южный Казахстан); выделен Г. Х. Ергалиевым в 1980 году.
В пределах отложений этого яруса в его стратотипическом разрезе у реки Кыршабакты лежат 6 трилобитовых зон. В основании яруса лежит трилобитовая зона Pseudagnostus pseudangustilobus.